# 朴是春
朴是春（韓語：박시춘，1913年10月28日—1996年6月30日），朝鲜日治时期及韩国著名作曲家。朴是春出生于庆尚南道的密阳，原名为朴顺东。1936年因给《希望之歌》作曲获得好评，1938年作曲《哀愁之小夜曲》。这首歌将埋在心底的冲动用感性的表达和具有感染力的旋律释放出来，开辟了近代韩国流行歌曲的新时代。
1945年8月15日，为表达对韩国独立的喜悦，发表了表现解放之喜悦的《幸运首都》。但由于南北的分裂，发表了哭诉南北分裂之痛苦的《走吧，三八线》。1953年，创作了为难民带来勇气和希望的《要坚强，金顺》和《离别的釜山车站》等歌。
1996年6月30日，朴是春辞世，享年84岁。

## 亲日丑闻
由于在太平洋战争期间为亲日歌曲作曲，2008年进入韩国民族问题研究所选定的《亲日人名词典收录预定者名单》和《亲日反民族行为704人名单》中。